# Nasmak Plus Instruments / Instruments Plus Nasmak
Nasmak Plus Instruments / Instruments Plus Nasmak is het eerste studioalbum van de Nederlandse band Nasmak. en kwam uit in 1982 op Plurex Records. Na de release van Nasmak Plus Instruments / Instruments Plus Nasmak verliet Truus de Groot de band, de overige leden gingen verder als kwartet.

## Muziek
De a-kant laat een conventionele bezetting zien, de b-kant is meer instrumentaal en experimenteel. Na de release was de band een van de eerste Nederlandse bands die een Peel Session deed . Dat was in oktober 1980. Truus de Groot nam later een langere en stevigere versie van Big Man (The Soundtrack) opnieuw op voor de EP Plus Instruments – Februari - April '81. Deze versie van Big Man werd een van de favorieten van de pionier van de Nederlandse dancecultuur, DJ Eddy de Clercq.

## Recensies
Muziektijdschrift OOR (Alfred Bos) "verslaat de nieuwe Siouxsie met een paar lengtes (..). (The Instruments plus Nasmak side':) "de band laat zich van zijn meest avontuurlijke kant zien".
BBC DJ John Peel: “Nasmak Plus Instruments / Instruments Plus Nasmak is de beste plaat van het Europese vasteland in lange tijd.”

## Band leden
- Theo Van Eenbergen (bass, vocals)
- Toon Bressers (drums, vocals)
- Joop Van Brakel (guitar, vocals, violin)
- Henk Janssen (synthesizer, guitar, vocals)
- Truus de Groot (vocals, Kraakdoos, guitar)

## a-side Nasmak Plus Instruments
Alle muziek en teksten zijn geschreven door Nasmak tekst Joop van Brakel. 
| Nr. | Titel             | Duur  |
| --- | ----------------- | ----- |
| 1.  | (Song To A) Dummy | 03:59 |
| 2.  | Notions           | 02:31 |
| 3.  | Food For Thought  | 02:24 |
| 4.  | Stratego          | 03:11 |
| 5.  | Neckermann        | 03:00 |
| 6.  | Pig Problems      | 03:12 |

## b-side Instruments Plus Nasmak
Alle muziek en teksten zijn geschreven door Nasmak tekst Joop van Brakel: 1, 7, Truus de Groot: 1 - 6. 
| Nr. | Titel                    | Duur  |
| --- | ------------------------ | ----- |
| 1.  | Eyes                     | 04:43 |
| 2.  | So                       | 02:28 |
| 3.  | Big Man (The Soundtrack) | 03:18 |
| 4.  | Spy                      | 01:02 |
| 5.  | Special Agreement        | 03:46 |
| 6.  | Heartbeat                | 02:49 |
| 7.  | Eleven                   | 02:45 |